# Caesars Superdome

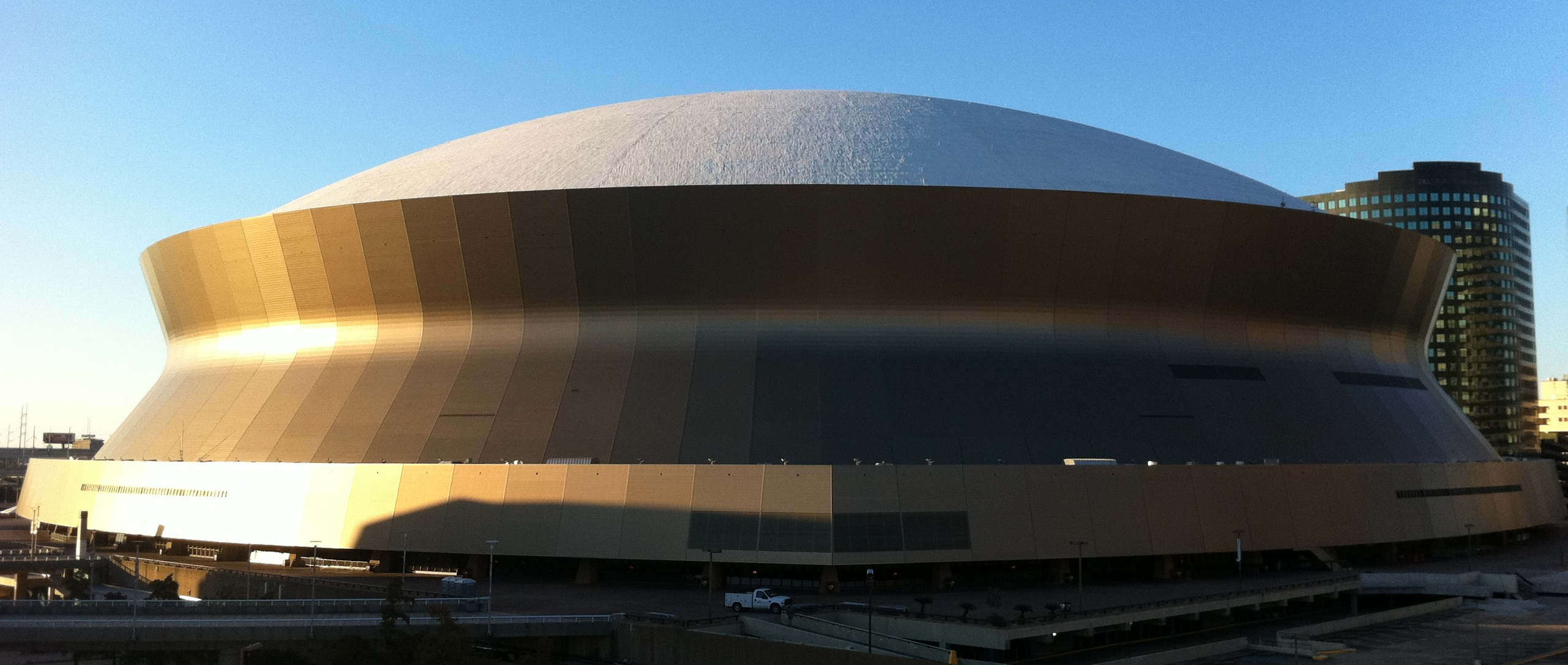
Mercedes-Benz Superdome 2011

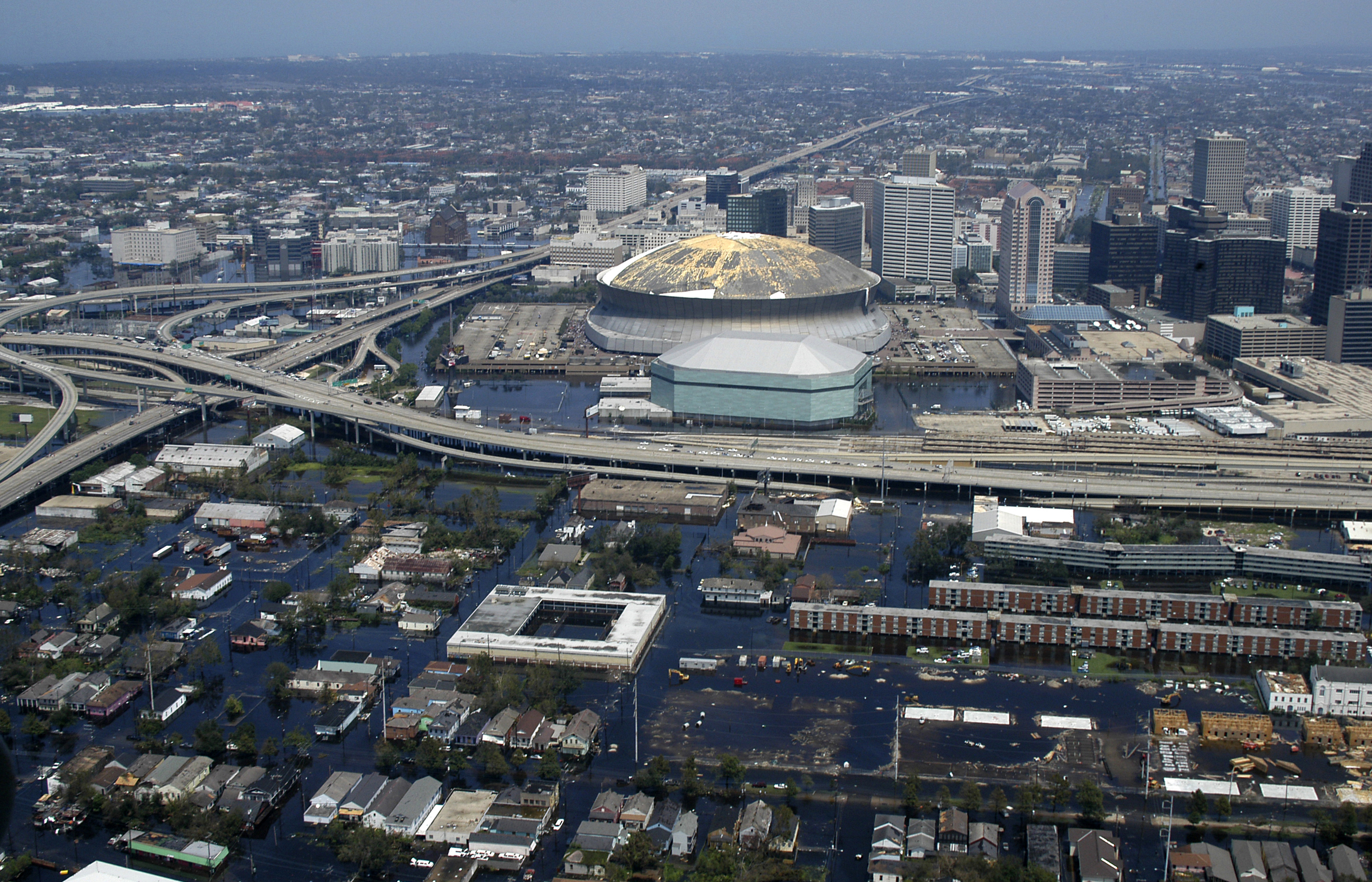
Flygbild vid översvämningen efter orkanen Katrina 2005.

Caesars Superdome, före detta Louisiana Superdome samt Mercedes-Benz Superdome, är en arena för amerikansk fotboll i New Orleans i Louisiana i USA. Byggnaden uppfördes 1974 och fungerar som hemmaarena för New Orleans Saints i NFL. Den är världens största konstruktion med kupoltak.[källa behövs]
Antal sittplatser är under NFL-säsongen 73 208, men under Super Bowl har en publiksiffra på nästan 80 000 rapporterats. Sju gånger har Super Bowl spelats i arenan, fler gånger än någon annan enskild arena.
2005 genomled 9 000 människor orkanen Katrina under Superdomes tak. Takhöjden uppgår till hela 83,2m.